# 喬許·菲格利
約書亞·亞倫·菲格利（英語：Joshua Aaron Phegley，1989年2月12日—），為美國職棒大聯盟的捕手。他先前曾效力過白襪、運動家與小熊等隊。

## 職業生涯

### 芝加哥白襪
2013年7月5日，菲格利登上大聯盟。他在初登場便敲出大聯盟首安和首分打點。7月7日，菲格利在面對大衛·普萊斯敲出大聯盟首轟。4天後，他敲出了生涯首發滿貫砲。該年他出賽65場比賽，打擊率為2成06。
2014年，他僅出賽11場比賽，打擊率為2成16，並敲出3轟與7分打點。

### 奧克蘭運動家
2014年球季結束後，白襪隊將菲格利、馬可斯·塞米恩、克里斯·巴希特和Rangel Ravelo交易至運動家，換來Jeff Samardzija和Michael Ynoa。
2015年9月中，菲格利在賽前練習時不小心被正在練習揮棒的隊友Billy Butler擊中頭部。這起意外使得他因為腦震盪必須提前結束球季。該年他出賽73場比賽，打擊率為2成49，並敲出9轟與34分打點。
2016年球季，菲格利因為右膝得到滑膜炎，造成他該年僅出賽25場比賽。這年他的打擊率為2成56，並敲出1轟與10分打點。而這年他的阻殺率只有11%。
2019年5月7日，菲格利接捕了麥克·菲爾斯的無安打比賽。這不僅是2019年第一場無安打，也是大聯盟史上第300場無安打比賽。該年12月2日，菲格利未獲得球團續約，於是他進入了自由球員市場。

### 芝加哥小熊
2020年1月17日，菲格利與小熊簽下小聯盟合約。他在8月30日被球隊放進指定讓渡名單內。不過9月30日球隊執行菲格利的選擇權，最後他在球季結束後成為自由球員。
2021年2月3日，菲格利宣布退休。

## 外部連結
- 球員資訊和成績在MLB，ESPN，Baseball-Reference，Fangraphs（英文）
- 喬許·菲格利的X（前Twitter）